# Georges Lévy-Alphandéry
Pour les articles homonymes, voir Lévy et Alphandéry.
Georges Lévy-Alphandéry est un homme politique français, né le 14 janvier 1862 à Bischwiller (Bas-Rhin), mort le 17 septembre 1948 à Chaumont (Haute-Marne).

## Biographie

### Jeunesse, formation et famille
Georges Lévy est issu d'une famille d'optants alsaciens juifs qui s'installèrent à Elbeuf, en Seine-Maritime après 1871. Il est élève au lycée de Rouen. 
Après une licence en droit, il exerce comme avocat à Chaumont en Haute-Marne, où il épouse en 1890 Louise Alphandéry, fille d'un avocat devenu juge d'instruction chaumontais. Ils prennent le nom de Lévy-Alphandéry ; un décret du Conseil d'État les y autorise. Louise Alphandéry est la petite-nièce de Jules Tréfousse, fondateur de la ganterie Tréfousse à Chaumont et maire de cette localité,,. Georges Lévy-Alphandéry va faire partie des actionnaires de la ganterie, dont le capital est possédé par plusieurs familles juives apparentées (Bloch-Tréfousse, Cahen, May et Alphandéry). Il s'agit de la seule grosse firme industrielle à Chaumont. Après la mort de Jules Tréfousse en 1894, elle est dirigée par son associé Emile Goguenheim, également maire de Chaumont de 1900 à sa mort en 1910 et conseiller général (1907-1910). 

### De 1900 à 1940
Il entame sa vie politique en devenant conseiller municipal de la ville en 1900. Il devient franc-maçon à cette date : il est initié dans la loge L’Étoile de la Haute-Marne installée dans cette commune. Il est élu conseiller général du canton de Chaumont en 1910, succédant à Emile Goguenheim, et le demeure jusqu'en 1941. Adjoint en 1910, il fait fonction de maire de la ville de Chaumont au cours de la Première Guerre mondiale et préside le groupement des maires de la zone des armées, constitué en 1917. 
Il est maire de Chaumont de 1919 jusqu'au début de la Seconde Guerre mondiale. Après un échec en 1919, il est également élu député radical-socialiste de la Haute-Marne en 1924, dans le contexte du Cartel des gauches, seul élu de la liste qu'il mène. Il est alors le leader des radicaux-socialistes en Haute-Marne. Il est réélu député en 1928, au second tour, en 1932, au premier tour, et en 1936, au second tour, bénéficiant du désistement des candidats socialiste et communiste en sa faveur, dans le contexte du Front populaire,. Il préside le comité de rédaction du périodique La Parole, organe du groupe parlementaire radical et administre à Chaumont Le Petit Haut-Marnais, quotidien fondé en 1903.
Avec sa femme et ses enfants, il fait partie des membres du gouvernement et des députés qui, en juin 1940, alors qu'une partie du territoire français est envahi par l'armée allemande, ont embarqué à Bordeaux à bord du paquebot Massilia. Il est révoqué de toutes ses fonctions politiques, du fait de l'antisémitisme du régime de Vichy, et déchu de la nationalité française,,. 

### De 1940 à 1948
Sous l'Occupation, il est dénoncé comme franc-maçon du 30e grade, ancien vénérable de la loge L’Étoile de la Haute-Marne en 1921-1922,. 
Il est aussi révoqué en octobre 1940 de son poste d'administrateur de la ganterie Tréfousse, constituée en société anonyme depuis 1929. Elle employait plus de mille ouvriers avant la guerre et était le deuxième plus gros employeur du département. Les actionnaires vendent leurs titres entre octobre 1940 et 1941. C'est le député Jean Desbons, dont l'épouse, née Cahen, est apparentée aux anciens propriétaires, qui prend la présidence du conseil d'administration de la société aryanisée, remplaçant Charles May. D'aucuns estiment qu'il s'agit d'une fausse aryanisation mais Pierre Lévy-Alphandéry, fils de Georges et avocat, déposera une plainte à la Libération contre Desbons, qui était appuyé par Xavier Vallat, Georges Scapini - nouvel actionnaire de l'entreprise - et les autorités allemandes. En revanche, les autres anciens administrateurs juifs soutiendront Desbons,. 
Après la Libération de la France, il fait partie des 24 jurés au procès de Philippe Pétain en 1945. Il n'aurait pas voté la mort du maréchal Pétain,.
Il est le grand-père de Claude Alphandéry.